# Formula Renault 3.5 Series 2006
Formula Renault 3.5 Series 2006 kördes över 17 race. Mästare blev Alx Danielsson från Sverige.

## Kalender
| Datum                  | Bana              | Segrare Race 1   | Segrare Race 2      |
| ---------------------- | ----------------- | ---------------- | ------------------- |
| 29-30 april            | Zolder            | Eric Salignon    | Eric Salignon       |
| 28 maj                 | Monaco            | Pastor Maldonado | kördes ej           |
| 17-18 juni             | Istanbul          | Andy Soucek      | Álvaro Parente      |
| 15-16 juli             | Misano            | Ben Hanley       | Sebastian Vettel    |
| 28-29 juli             | Spa-Francorchamps | Pastor Maldonado | Borja García        |
| 5-6 augusti            | Nürburgring       | Álvaro Parente   | Christian Montanari |
| 9-10 september         | Donington Park    | Alx Danielsson   | Alx Danielsson      |
| 30 september-1 oktober | Le Mans           | Alx Danielsson   | Pastor Maldonado    |
| 28-29 oktober          | Barcelona         | Alx Danielsson   | Álvaro Parente      |

## Slutställning
| P | Förare           | Poäng |
| - | ---------------- | ----- |
| 1 | Alx Danielsson   | 112   |
| 2 | Borja García     | 107   |
| 3 | Pastor Maldonado | 102   |
| 4 | Andy Soucek      | 97    |
| 5 | Álvaro Parente   | 94    |
| 6 | Sean McIntosh    | 63    |